# Metasia octogenalis
Metasia octogenalis là một loài bướm đêm trong họ Crambidae.